# Primeira Guerra Curdo-Iraquiana
Primeira Guerra Curdo-Iraquiana  ou Rebelião de Barzani foi um evento importante do conflito curdo-iraquiano, que durou de 1961 até 1970. O conflito foi liderado por Mustafa Barzani, em uma tentativa de estabelecer um Estado curdo independente no norte do Iraque. Ao longo dos anos 1960, a revolta se transformou em uma longa guerra, que não obteve sucesso, apesar das mudanças internas de poder no Iraque. A guerra terminou com um impasse em 1970, resultando em entre 75.000  a 105.000 vítimas. em uma série de negociações entre curdos e iraquianos após a guerra em uma tentativa de resolver o conflito.

## Antecedentes
Após o golpe militar por Abdul Karim Qasim em 1958, Barzani foi convidado por Qasim para retornar do exílio, onde foi recebido com boas-vindas de um herói. Como parte do acordo arranjado entre Qasim e Barzani, Qasim havia prometido dar aos curdos autonomia regional em troca do apoio de Barzani para suas políticas. Entretanto, durante 1959-1960, Barzani se tornou o chefe do Partido Democrático do Curdistão (KDP), que foi concedido o estatuto legal em 1960.

## Guerra
Ao início de 1960, tornou-se evidente que Qasim não prosseguiria com sua promessa de autonomia regional. Como resultado, o Partido Democrático Curdo começou a agitar para a autonomia regional. Diante da crescente dissidência curda, bem como o poder pessoal de Barzani, Qasim começou a incitar os inimigos históricos de Barzani, as tribos Baradost e Zebari, o que levou à guerra intertribal ao longo de 1960 e início de 1961.
Em fevereiro de 1961, Barzani havia derrotado as forças pró-governo e consolidado sua posição como líder dos curdos. Neste ponto, Barzani ordenou às suas tropas para ocupar e expulsar autoridades governamentais de todo o território curdo. Isso não foi bem recebido em Bagdá, e como resultado, Qasim começou a se preparar para uma ofensiva militar contra o Norte para devolver o controle da região ao governo. Enquanto isso, em junho de 1961, o Partido Democrático Curdo emitiu um ultimato detalhado para Qasim delineando as reclamações dos curdos e exigindo retificação. Qasim ignorou as exigências curdas e continuou o seu planejamento para a guerra. Não fosse até 10 de setembro, quando uma coluna do exército iraquiano sofreu uma emboscada por um grupo de curdos, que a revolta curda realmente começou. Em resposta ao ataque, Qasim atacou e ordenou à Força Aérea do Iraque para bombardear indiscriminadamente aldeias curdas, que em última análise, serviu para unir a população curda em torno de Barzani.
Devido à profunda desconfiança de Qasim em relação ao exército iraquiano, que ele propositalmente não armou de forma adequada (na verdade, Qasim implementou uma política de racionamento de munição), o governo Qasim não foi capaz de subjugar a insurreição. Este impasse irritou as poderosas facções dentro das forças armadas e é considerado como um dos principais motivos por trás do golpe do Partido Baath contra Qasim em fevereiro de 1963.
Após o fracasso de uma união política da Síria com o Egito em 1961, a Síria foi declarada uma República Árabe pela constituição interina. Em 23 de agosto de 1962, o governo realizou um censo populacional especial só para a província de Jazira que era predominantemente curda. Como resultado, cerca de 120.000 curdos em Jazira foram arbitrariamente classificados como estrangeiros. Além disso, uma campanha midiática foi lançada contra os curdos, com lemas como Salve o arabismo em Jazira! e Combata a ameaça curda!. Estas políticas coincidiram com o início da insurreição de Barzani no Curdistão iraquiano e a descoberta dos campos de petróleo nas áreas habitadas pelos curdos na Síria. Em junho de 1963, a Síria tomou parte na campanha militar iraquiana contra os curdos, fornecendo aviões, veículos blindados e uma força de 6.000 soldados. Tropas sírias cruzaram a fronteira iraquiana e moveram-se para a cidade curda de Zakho em busca de combatentes pró-Barzani. 
Em novembro de 1963, após consideráveis disputas internas entre as alas civis e militares dos baathistas, eles foram expulsos do poder por Abdul Salam Arif em um golpe. Então, depois de mais uma ofensiva fracassada contra os curdos, Arif declarou um cessar-fogo em fevereiro de 1964, o que provocou uma cisão entre os radicais curdos urbanos, por um lado e as forças Peshmerga, lideradas por Barzani, de outro. Barzani concordou com o cessar-fogo e expurgou os radicais do partido. Após a morte inesperada de Arif, que foi substituído por seu irmão, Abdul Rahman Arif, o governo iraquiano lançou uma última tentativa de derrotar os curdos. Esta campanha fracassou em maio de 1966, quando as forças de Barzani derrotaram completamente o exército iraquiano na Batalha de Monte Handrin, perto de Rawanduz. Nesta batalha, foi dito que os curdos abateram uma brigada inteira do Iraque.  Reconhecendo a inutilidade de continuar esta campanha, Rahamn Arif anunciou um programa de paz de 12 pontos em junho de 1966, que não foi implementado devido à derrubada de Abdul Rahman Arif em um golpe em 1968 pelo Partido Baath.
O governo baathista reiniciou uma campanha para acabar com a insurreição curda, que estagnou em 1969. Isto pode ser atribuído em parte à luta interna pelo poder em Bagdá e também as tensões com o Irã. Além disso, a União Soviética pressionava os iraquianos para chegar a um acordo com Barzani.

## Negociações de paz
Um plano de paz foi anunciado em março de 1970, e previu uma autonomia curda mais ampla. O plano também deu aos curdos representação em órgãos de governo, a ser implementado em quatro anos. Apesar disso, o governo iraquiano iniciou um programa de arabização nas regiões ricas em petróleo de Quircuque e Khanaqin no mesmo período.

## Vítimas
Cerca de 105.000 pessoas morreram durante a guerra, com pequenas conquistas para ambos os lados.

## Consequências
Nos anos seguintes, o governo de Bagdá superou suas divisões internas e concluiu um tratado de amizade com a União Soviética em abril de 1972 e terminou seu isolamento dentro do mundo árabe. Por outro lado, os curdos permaneceram dependentes do apoio militar iraniano e pouco podiam fazer para fortalecer as suas forças. Em 1974, a situação no norte escalou outra vez na Segunda Guerra Curdo-Iraquiana, que durou até 1975.

## Ver Também
- Conflito curdo-iraquiano